# Nanny McPhee
Nanny McPhee, titulada Nanny McPhee, la nana mágica en Hispanoamérica y La niñera mágica en España, es una película de comedia y fantasía del año 2005. El filme está dirigido por Kirk Jones, y fue adaptado de la serie de libros Nurse Matilda por la actriz Emma Thompson, quien además tiene a su cargo el personaje principal de la película.

## Trama
Esta historia comienza en el Reino Unido, en la gloria de la era Victoriana con un sillón vacío. Este sillón pertenece a la difunta esposa de Cedric Brown (Colin Firth). El Sr. Brown es ahora un viudo de siete hijos capitaneados por Simon, el mayor de todos. Son tan ingeniosos como traviesos y ya le han hecho la vida imposible a 17 niñeras. 
La última de ellas huyó horrorizada cuando descubrió a los niños comiéndose a la hermanita pequeña, pero la verdad es que ello fue una pantomima para asustar a la niñera y deshacerse de ella. Cuando el Sr. Brown visita la agencia en busca de una nueva niñera, rehúsan abrirle la puerta y le dicen que ya no hay más niñeras disponibles, ya que todas renunciaron a causa de sus hijos. Sin nadie que los controle, los niños amordazan a la cocinera, la Sra. Blatherwick (Imelda Staunton), y se dedican a destruir sistemáticamente la cocina. Es entonces cuando toca a la puerta Nanny McPhee (Emma Thompson), una mujer de aspecto desagradable con una nariz bulbosa, un diente protuberante, y grotescas verrugas en la cara. Esta niñera llega calmada e imperturbable; nunca levanta la voz y, aporreando su bastón en el suelo y utilizando manipulaciones psicológicas detiene todo el desastre. Así, la niñera comienza su tarea, tanto así que, cuando los niños enferman de rubéola, la Sra. Blatherwick, antes cocinera del ejército británico, con toda satisfacción, les da de comer a los niños un rancho de cáscaras de papas y huesos de pavo que, en teoría, le servía a las tropas. 
Poco a poco Nanny McPhee es obedecida por los niños, a quienes propone enseñar cinco lecciones e inclusive ellos aprendiendo a confiar en ella; no obstante en este hogar hay más problemas aparte de los malcriados niños. Su trabajo en una funeraria no da los suficientes ingresos al Sr. Brown para mantener a su familia y, para cubrir sus gastos, depende de una pensión que mensualmente le da su gruñona tía Adelaide Stich (Angela Lansbury), una anciana aristócrata, estricta, de carácter fuerte y sin demasiadas emociones. En una de sus visitas decide que acogerá a uno de los niños para "aliviar la carga financiera" del Sr. Brown, inicialmente decide llevarse a Christiana, con quien se topa de casualidad, pero después opta por acoger a la sirvienta Evangeline (Kelly Macdonald), creyéndola la primogénita del Sr. Brown.
La tía Adelaide ha proclamado que solamente continuará ayudando a la familia si el Sr. Brown se casa y da una madrastra a sus hijos antes de que pase el mes. Si no, ella cesará en su ayuda a los Brown, en consecuencia, perderán su casa y los niños tendrán que irse a vivir a un orfanato. Es así como el Sr. Brown se ve obligado a cortejar a Selma Quickly (Celia Imrie), una viuda de armas tomar con no muy nobles intenciones, y un té en el que el Sr. Brown planea pedirle matrimonio a Selma, los niños logran sabotearlo, para horror de la viuda, quien pasa de considerar al Sr. Brown como un "perfecto caballero", a un "vulgar gañan", cuando su padre les explica porqué él cortejaba a Selma, y lo que se avecina si él no se casa, y ante la imposibilidad de Nanny McPhee de revertirlo con su magia, los niños van directamente con Selma explicando la verdad, pero ella solo cede y acepta al Sr. Brown en matrimonio cuando le hacen saber de la ayuda de Lady Stich. 
Llega el día de la boda y Selma asusta a los niños a espaldas de su padre, aunque Nanny McPhee la estaba escuchando, mientras, la tía Adelaide llega con Evangeline, ya una joven educada en los modales aristocráticos, pero los niños, convencidos de que una malvada madrastra no vale el dinero de Lady Stich, deciden que van a sabotear la boda, cueste lo que cueste, y tras una pelea de comida Selma cancela el compromiso, al final los niños le piden a Evangeline que case con su padre, aclarando que no es su hermana, y todos terminan felices. Durante el desarrollo de la trama Nanny modifica su apariencia de bruja a medida que logra con sus argucias un cambio en la actitud de los niños para al final convertirse en una elegante señora que parte para no volver pues su tarea ha finalizado. Es encantador y mágico este cambio que impregna la cinta con una aureola de magia. La película termina diciendo la frase que Nanny Mcphee les había dicho anteriormente a los niños. "Cuando me necesitáis pero no me queréis debo quedarme, cuando me queréis pero ya no me necesitáis debo irme".

## Reparto
| Papel                      | Actor                | Actor de Doblaje (México) |
| -------------------------- | -------------------- | ------------------------- |
| Nanny McPhee               | Emma Thompson        | Marina Huerta             |
| Cedric Brown               | Colin Firth          | Alejandro Mayén           |
| Tía abuela Adelaide Stitch | Angela Lansbury      |                           |
| Evangeline                 | Kelly Macdonald      |                           |
| Sra. Selma Quickly         | Celia Imrie          |                           |
| Sra. Blatherwick           | Imelda Staunton      |                           |
| Sr. Wheen                  | Derek Jacobi         |                           |
| Sr. Jowls                  | Patrick Barlow       |                           |
| Simon                      | Thomas Sangster      |                           |
| Tora                       | Eliza Bennett        |                           |
| Eric                       | Raphaël Coleman      |                           |
| Lily                       | Jennifer Rae Daykin  |                           |
| Sebastian                  | Samuel Honywood      | Memo Aponte Jr.           |
| Christianna (Chrissy)      | Holly Gibbs          |                           |
| Agatha (Aggy)              | Hebe y Zinnia Barnes |                           |

## Doblaje mexicano
- Marina Huerta- Nanny McPhee
- Alejandro Mayén-Charles Brown

## Adaptación
Los libros, escritos a principios de los años sesenta por Christianna Brand, seudónimo de Mary Christianna Lewis, una premiada autora de novelas de misterio, cuentan la historia de una legendaria niñera de curioso aspecto que consigue «domar» a unos niños muy traviesos. Se sirve de la magia para enseñarles a portarse bien, y su aspecto parece cambiar según pasa el tiempo. 
La historia de «Nurse Matilda» fue transmitida oralmente de generación en generación en la familia de la escritora, que la mencionó por primera vez en su antología «Naughty Children» (ilustrada por su primo Edward Ardizzone, famoso ilustrador de libros infantiles). 
Después de buscar los tres libros (Nurse Matilda, Nurse Matilda Goes to Town y Nurse Matilda Goes to Hospital) en una biblioteca pública (estaban agotados), United Artists Pictures compró los derechos y Emma Thompson empezó a escribir el guion. Eso sí: el nombre del personaje principal fue cambiado, debido a que ya existía la película «Matilda», una adaptación de la novela de Roald Dahl.